# Білосніжка та семеро гномів (фільм, 1937)
«Білосніжка та семеро гномів» (англ. Snow White and the Seven Dwarfs) — американський анімаційний музичний фентезійний фільм 1937 року, створений «Walt Disney Productions» та випущений «RKO Radio Pictures». Заснований на німецькій казці 1812 року братів Ґрімм, виробництво було під керівництвом Девіда Генда. Це перший анімаційний художній фільм, виготовлений у Сполучених Штатах, і перший анімаційний художній фільм на цілій плівці.
Прем'єра «Білосніжки» відбулася у театрі Carthay Circle у Лос-Анджелесі, штат Каліфорнія, 21 грудня 1937 року, а в широкий прокат у США фільм вийшов 4 лютого 1938 року. Незважаючи на початкові сумніви з боку кіноіндустрії, фільм мав успіх у критиків і комерційний успіх, зібравши понад 8 мільйонів доларів за перший прокат за вартістю виробництва в 1,5 млн. $, ставши найкасовішим фільмом 1938 року і недовго утримуючи рекорд найкасовішого звукового фільму всіх часів. Він також був найкасовішим анімаційним фільмом протягом 55 років. Популярність фільму призвела до того, що його багато разів перевипускали у кінотеатрах, аж до виходу на домашньому відео у 1990-х роках. З поправкою на інфляцію він входить до десятки найкращих у північноамериканському прокаті і, як і раніше, є найкасовішим анімаційним фільмом із скоригованими зборами у розмірі 2,297,000,000 $. У всьому світі її прибуток із поправкою на інфляцію очолює список анімаційних компаній.
«Білосніжка» була номінована на премію «Оскар» за найкращу музику до фільму у 1938 році, а наступного року продюсер Волт Дісней був удостоєний почесного «Оскара» за цей фільм. Ця нагорода була унікальною, вона складалася з однієї звичайної статуетки та семи мініатюрних статуеток «Оскар». Їх вручила Діснею Ширлі Темпл.
Його прототиповий анімаційний фільм, використання адаптацій казок та технічні інновації стали важливою віхою ранньої індустрії анімації. «Білосніжка» по праву вважається одним із найбільших фільмів, коли-небудь створених, і творцем нової форми золотого віку анімації. Погляд «Disney» на казку вплинув, що призвело до появи популярних тематичних парків розваг, відеоігор, бродвейського мюзиклу та фільму з живими акторами 2025 року.
У 1989 році Бібліотека Конгресу США визнала фільм «культурно, історично чи естетично значущим» і обрала його як один із перших 25 фільмів для збереження в Національному реєстрі фільмів. Американський інститут кіномистецтва включив його до 100 найбільших американських фільмів, а також назвав фільм найбільшим американським анімаційним фільмом усіх часів у 2008 році.

## Сюжет
Білосніжка — принцеса, що після смерті обох батьків живе зі своєю злою мачухою — новою королевою. Королева має Чарівне дзеркало, в якого щодня запитує, хто найгарніша на світі. Незмінно королева отримує відповідь, що найгарніша вона. Побоюючись, що Білосніжка перевершить її красою, королева змушує її працювати покоївкою.
Одного разу Білосніжка зустрічає принца, який випадково чує її спів, і закохується в нього. Того ж дня Чарівне дзеркало каже королеві, що Білосніжка найпрекрасніша на світі. Розлючена королева наказує мисливцеві відвести Білосніжку в лісу, вбити її та повернути як доказ убивства серце. Мисливець не слухається наказу та попереджає Білосніжку про наміри королеви, кажучи, щоб Білосніжка тікала.
У лісі Білосніжка дружиться з птахами та звірами, які приводять її до хатини. Знайшовши сім маленьких стільців, Білосніжка припускає, що там живуть семеро дітей-сиріт. За допомогою тварин вона прибирає хатину й готує їжу. Невдовзі до хатини повертаються справжні хазяї — семеро гномів, які працюють у шахті. Заставши свій будинок прибраним, гноми розуміють, що туди проник хтось чужий. Білосніжка представляється гномам і пропонує готувати для них та прибирати в обмін на прихисток. Вони охоче погоджуються.
Чарівне дзеркало показує королеві, що Білосніжка все ще жива та перебуває з гномами. Розлючена тим, що Мисливець обдурив її, Королева створює отруєне яблуко: хто з'їсть його, засне вічним сном. Зняти прокляття можна лише «першим поцілунком кохання», але королева впевнена, що Білосніжку поховають до того, як це станеться. Скориставшись чаклунським зіллям, королева набуває вигляду старої. Вона приходить до хатини гномів, щоб подарувати Білосніжці отруєне яблуко. Тварини бачать, що це лиходійка, але не можуть попередити Білосніжку й тоді кидаються шукати гномів. Королева обдурює Білосніжку, давши їй скуштувати яблуко. Білосніжка засинає.
Гноми поспішають на допомогу та вирушають навздогін за злою королевою під час грози. Вона намагається скинути на гномів валун, але блискавка вдаряє в скелю, королева падає і гине. У своїй хатині гноми знаходять заснулу Білосніжку. Не бажаючи ховати її, вони замість цього кладуть її в скляну труну в лісі та разом з тваринами охороняють її.
Наступної весни принц дізнається про вічний сон Білосніжки і відвідує труну. Засмучений її смертю, принц цілує її. Це знімає прокляття й пробуджує Білосніжку. Гноми і тварини радіють, коли принц бере Білосніжку до свого замку.

## Виробництво

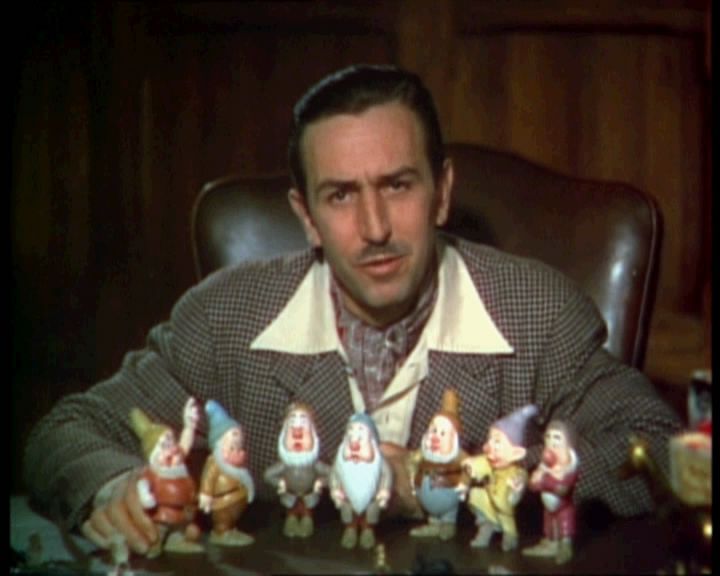
Волт Дісней з фігурками гномів

Виробництво стрічки почалось на початку 1934 року, а у червні того ж року Волт Дісней офіційно оголосив про роботу над цим проєктом журналу New York Times. До «Білосніжки» студія Disney переважно займалась виробництвом короткометражних мультфільмів. Проте Волт Дісней гадав, що за допомогою повнометражного фільму студії вдасться підняти свій престиж та прибутки. Він гадав, що бюджету у $250 000 вистачить для виробництва цього фільму.
Його брат, Рой Дісней та його дружина Ліліан Дісней виступали проти виробництва мультфільму. Бюджет картини постійно збільшувався і Волт Дісней був навіть змушений закласти будинок, щоб отримати гроші на закінчення проєкту. Фінальна вартість стрічки склала $1 488 422,74, що на той час було величезною сумою.

## Український дубляж

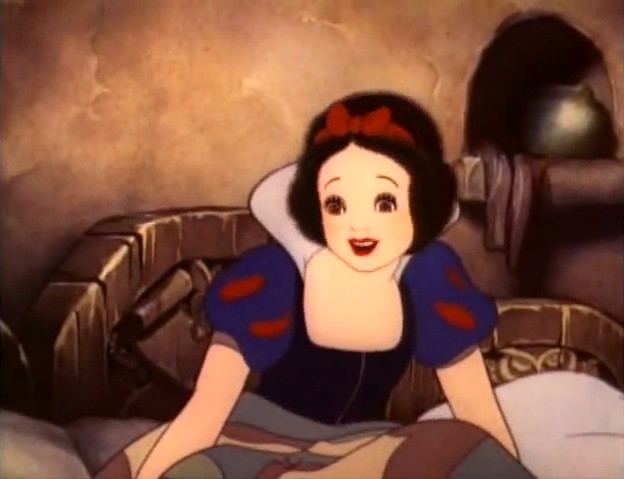
Білосніжка

Фільм дубльовано на студії «Le Doyen» на замовлення «Disney Character Voices International» у 2010 році.
- Режисер дубляжу — Ольга Чернілевська
- Переклад тексту та пісень — Роман Дяченко
- Музичний керівник — Олена Кудрявцева
- Мікс-студія — Shepperton International
- Творчий консультант — Michal Wojnarowski
- Диктор — Олександр Ігнатуша

Ролі дублювали:
- Анжеліка Савченко — Білосніжка
- Сергій Юрченко — Принц
- Богдан Бенюк — Мудрик
- Сергій Озіряний — Тихоня
- Володимир Жогло — Буркотун
- Максим Кондратюк — Веселун
- Олександр Бондаренко — Апчхик
- Олександр Ігнатуша — Сонько, оповідач
- Ірина Дорошенко — Зла королева/Відьма
- Микола Боклан — Єгер
- Володимир Нечепоренко — Магічне дзеркало

А також: Роман Пучко, Дмитро Васенко, Юрій Рєвтов, Мирослава Гаврилюк, Олег Тонкошкура та інші.

## Цікаві факти

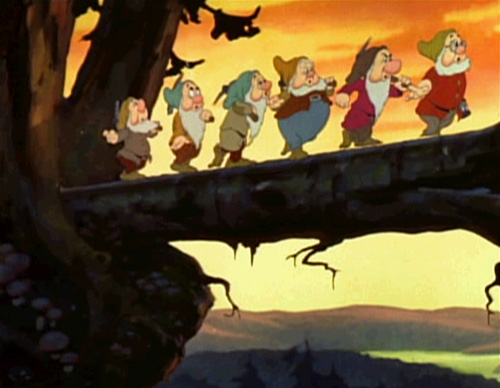
Семеро гномів

- На 15:37 (сцена перед входом до будинку) протягом одного кадру переплутаний порядок шарів персонажів;
- Володимир «Білл» Титла — українець за походженням, був серед аніматорів мультфільму, його вважають автором знаменитих гномів, і він вказаний в титрах[4][5][6][7];
- Кліп групи Rammstein — Sonne пародіює мультфільм про Білосніжку: учасники гурту грають гномів, а Білосніжка представлена величезною дівицею, яка примушує їх працювати в забої. Вона ж використовує добуте ними золото як наркотики;
- Прототипом для створення образу Злої королеви стала актриса Гейл Сондергаард;
- За цей мультфільм у 1937 році Дісней отримав одну повноцінну статуетку Оскара і сім маленьких — по числу гномів;
- Фільм займає перше місце у списку серед найкращих анімаційних фільмів за версією AFI;